# ガッツ100%テレビ 〜笑いと愛が企業を救う〜
『ガッツ100%テレビ 〜笑いと愛が企業を救う〜』（ガッツ100パーセントテレビ わらいとあいがきぎょうをすくう）は、2022年4月9日からBSよしもとで放送されている企業バラエティ番組。 

## 概要
吉本興業に所属する芸人の中でも特に『ガッツある』芸人が、全国の企業を盛り上げるために、商品やサービスを全力『ガッツ100%』で『熱く』『面白く』紹介していく新しい形式の企業バラエティ番組。TikTokやYouTubeでの公式切り抜き・本編配信を積極的に行っており、テレビ番組としては珍しく初回からほぼ全ての回を期限無く無料視聴可能で、『ガッチャー』と呼ぶ番組ファン感謝企画や公開収録も実施されている。
#144の中で協賛企業が見つからない事と再生回数の落ち込みを理由に2025年3月で打ち切りの可能性があると発表されたが、2025年4月開催の3周年感謝LIVE開催を以って番組続行が発表された。
タイトルは24時間テレビ 「愛は地球を救う」のパロディ。

## 放送時間
- 毎週土曜日 17:00 - 18:00（2022年4月9日 - 12月24日）
- 毎週土曜日 17:00 - 17:30（2023年1月7日 - 6月24日）
- 毎週土曜日 21:30 - 22:00（2023年7月1日 - ）

## 出演者
現在のレギュラー出演
- 尾形貴弘（パンサー）
- ナダル（コロコロチキチキペッパーズ）

過去のレギュラー出演
- 岩橋良昌（プラス・マイナス）
- 瀬下豊（天竺鼠）

MCと助っ人は週替わりシステム
（#100から#142までは助っ人2名体制であったが、#144(通常回では#147)より「シーズンレギュラー」という形で、改めて助っ人1名体制に戻った。）
（※いずれも以下参照）

### シーズンレギュラー
| 4月度 | ウーイェイよしたか（スマイル） |
| 5月度 | 石井（さや香）                 |

## 放送回
| 回  | 放送日     | クライアント&内容                                  | 週替わりMC                                              | 助っ人ゲスト |
| --- | ---------- | -------------------------------------------------- | ------------------------------------------------------- | --- |
| 1   | 2022/4/9   | ファミリーマート                                   | 河井ゆずる（アインシュタイン）                          | 前野悠介（クロスバー直撃） |
| 2   | 2022/4/16  | 三優エステート                                     | 西野創人（コロコロチキチキペッパーズ）                  | 前野悠介（クロスバー直撃） |
| 3   | 2022/4/23  | くら寿司                                           | 山添寛（相席スタート）                                  | 瀬下豊（天竺鼠） |
| 4   | 2022/4/30  | アシックス                                         | 橋本直（銀シャリ）                                      | 瀬下豊（天竺鼠） |
| 5   | 2022/5/7   | ドミノ・ピザ                                       | 向清太朗（天津）                                        | 宮川大輔 |
| 6   | 2022/5/14  | 準レギュラーオーディション                         | 藤本敏史（FUJIWARA）                                    | 斉藤慎二（元ジャングルポケット） アタック西本（ジェラードン） 市川刺身（そいつどいつ）                                            |
| 7   | 2022/5/21  | ドムドムハンバーガー                               | 藤本敏史（FUJIWARA）                                    | ジャンボたかお（レインボー） |
| 8   | 2022/5/28  | Adobe                                              | 向清太朗（天津）                                        | アタック西本（ジェラードン） |
| 9   | 2022/6/4   | ガスト                                             | ひろゆき（GAG）                                         | 市川刺身（そいつどいつ） |
| 10  | 2022/6/11  | クラシエ                                           | 山添寛（相席スタート）                                  | 斉藤慎二（元ジャングルポケット）                                                                                                  |
| 11  | 2022/6/18  | ロケ弁SP                                           | 伊藤俊介（オズワルド）                                  | 市川刺身（そいつどいつ） 兼光タカシ（元プラス・マイナス）                                                                         |
| 12  | 2022/6/25  | ダイソー                                           | ひろゆき（GAG）                                         | KAƵMA（しずる） 植野行雄（デニス）                                                                                                |
| 13  | 2022/7/2   | 1クール振り返りSP                                  | 藤本敏史（FUJIWARA）                                    | |
| 14  | 2022/7/9   | 花やしき                                           | 中山功太                                                | 鰻和弘（銀シャリ） |
| 15  | 2022/7/16  | 花やしき                                           | 中山功太                                                | 鰻和弘（銀シャリ） |
| 16  | 2022/7/23  | 花やしきFINAL &未公開SP                            | 中山功太                                                | 鰻和弘（銀シャリ） |
| 17  | 2022/7/30  | LOGOS                                              | 村田秀亮（とろサーモン）                                | ひるちゃん（インポッシブル） |
| 18  | 2022/8/6   | LOGOS                                              | 村田秀亮（とろサーモン）                                | ひるちゃん（インポッシブル） |
| 19  | 2022/8/13  | LOGOS                                              | 村田秀亮（とろサーモン）                                | ひるちゃん（インポッシブル） |
| 20  | 2022/8/20  | ファミリーマート第2弾                              | 河井ゆずる（アインシュタイン）                          | 根建太一（囲碁将棋） |
| 21  | 2022/8/27  | LOGOS賞品企画&ナダル御殿                           | 河井ゆずる（アインシュタイン） 村田秀亮（とろサーモン） | 根建太一（囲碁将棋） ひるちゃん（インポッシブル）                                                                                 |
| 22  | 2022/9/10  | リナビス                                           | 川谷修士（2丁拳銃）                                     | 和田まんじゅう（ネルソンズ） |
| 23  | 2022/9/17  | 弱小公式TikTok強化企画                             | 田村裕（麒麟）                                          | チャンス大城 |
| 24  | 2022/9/24  | Adobe第2弾                                         | 中山功太                                                | アタック西本（ジェラードン） |
| 25  | 2022/10/1  | エニタイムフィットネス                             | 原西孝幸（FUJIWARA）                                    | 根建太一（囲碁将棋） |
| 26  | 2022/10/8  | 昭和西川                                           | ひろゆき（GAG）                                         | 良ちゃん（鬼越トマホーク） |
| 27  | 2022/10/15 | 記者会見SP                                         | ひろゆき（GAG）                                         | 鰻和弘（銀シャリ） |
| 28  | 2022/10/22 | たまごかけご飯研究所                               | 田村裕（麒麟）                                          | 鬼越トマホーク |
| 29  | 2022/10/29 | たまごかけご飯研究所 クラシエ薬局編                | 田村裕（麒麟）                                          | 鬼越トマホーク |
| 30  | 2022/11/5  | 西友                                               | 向清太朗（天津）                                        | 市川刺身（そいつどいつ） |
| 31  | 2022/11/12 | 西友                                               | 向清太朗（天津）                                        | 市川刺身（そいつどいつ） |
| 32  | 2022/11/19 | Twitter                                            | 中山功太                                                | KAƵMA（しずる） |
| 33  | 2022/11/26 | Twitter                                            | 中山功太                                                | KAƵMA（しずる） |
| 34  | 2022/12/3  | 京都サンガF.C.                                     | 哲夫（笑い飯）                                          | トキ（藤崎マーケット） 林健（ギャロップ）                                                                                         |
| 35  | 2022/12/10 | ラウンドワン                                       | 村田秀亮（とろサーモン）                                | かみちぃ（ジェラードン） さこリッチ きゃろっときゃべつ いっすねー!山脇                                                            |
| 36  | 2022/12/17 | ラウンドワン                                       | 村田秀亮（とろサーモン）                                | かみちぃ（ジェラードン） さこリッチ きゃろっときゃべつ いっすねー!山脇                                                            |
| 37  | 2022/12/24 | スカイツリー （クリスマス1HSP）                    | 藤本敏史（FUJIWARA）                                    | チャンス大城 ガッツ石松 |
| 38  | 2023/1/7   | サカイ引越センター                                 | 瀬戸洋祐（スマイル）                                    | ウーイェイよしたか（スマイル） |
| 39  | 2023/1/14  | スプリング・ジャパン                               | 向清太朗（天津）                                        | チャンス大城 |
| 40  | 2023/1/21  | スプリング・ジャパン LIVE STAND公開収録SP          | 向清太朗（天津） 川西賢志郎（当時和牛）                 | チャンス大城 きょん（コットン）                                                                                                   |
| 41  | 2023/1/28  | ドン・キホーテ                                     | あべこうじ                                              | 市川刺身（そいつどいつ） アタック西本（ジェラードン） 佐助                                                                        |
| 42  | 2023/2/4   | ドン・キホーテ                                     | あべこうじ                                              | 市川刺身（そいつどいつ） アタック西本（ジェラードン） 佐助                                                                        |
| 43  | 2023/2/11  | ロッテ （バレンタインSP）                          | 村上純（しずる）                                        | KAƵMA（しずる） |
| 44  | 2023/2/18  | ロッテ （バレンタインSP）                          | 村上純（しずる）                                        | KAƵMA（しずる） |
| 45  | 2023/2/25  | ニトリ （みんなのグリル）                          | おいでやす小田                                          | ゆりやんレトリィバァ |
| 46  | 2023/3/4   | ニトリ （みんなのグリル）                          | おいでやす小田                                          | ゆりやんレトリィバァ |
| 47  | 2023/3/11  | LOWRYS FARM                                        | あべこうじ                                              | 辻井亮平（アイロンヘッド） |
| 48  | 2023/3/18  | LOWRYS FARM                                        | あべこうじ                                              | 辻井亮平（アイロンヘッド） |
| 49  | 2023/3/25  | デニーズ                                           | バイク川崎バイク                                        | ジャンボたかお（レインボー） |
| 50  | 2023/4/1   | デニーズ                                           | バイク川崎バイク                                        | ジャンボたかお（レインボー） |
| 51  | 2023/4/8   | 祝1周年!感謝還元タイマンガッツSP                   | 中山功太                                                | 鬼越トマホーク 市川刺身（そいつどいつ） ひろゆき（GAG） 前野悠介（クロスバー直撃）                                                |
| 52  | 2023/4/15  | 祝1周年!感謝還元タイマンガッツSP                   | 中山功太                                                | 鬼越トマホーク 市川刺身（そいつどいつ） 前野悠介（クロスバー直撃）                                                                |
| 53  | 2023/4/22  | 551HORAI                                           | 奥田修二（ガクテンソク）                                | 山名文和（アキナ） |
| 54  | 2023/4/29  | ケンタッキーフライドチキン                         | 中山功太                                                | ツネ（2700） |
| 55  | 2023/5/6   | ケンタッキーフライドチキン                         | 中山功太                                                | ツネ（2700） |
| 56  | 2023/5/13  | ナボリの窯                                         | 田村裕（麒麟）                                          | 和田まんじゅう（ネルソンズ） |
| 57  | 2023/5/20  | JOURNALSTANDARD                                    | 井上裕介（NON STYLE）                                   | ケツ（ニッポンの社長） |
| 58  | 2023/5/27  | JOURNALSTANDARD                                    | 田村裕（麒麟） 井上裕介（NON STYLE）                    | ケツ（ニッポンの社長） |
| 59  | 2023/6/3   | サントリー                                         | おいでやす小田                                          | とにかく明るい安村 |
| 60  | 2023/6/10  | サントリー                                         | おいでやす小田                                          | とにかく明るい安村 |
| 61  | 2023/6/17  | SNSプロモーションSP                                | 川西賢志郎（元和牛）                                    | ゆりやんレトリィバァ |
| 62  | 2023/6/24  | SNSプロモーションSP                                | 川西賢志郎（元和牛）                                    | ゆりやんレトリィバァ |
| 63  | 2023/7/1   | ロゴス 前編                                        | 村田秀亮（とろサーモン）                                | アタック西本（ジェラードン） |
| 64  | 2023/7/8   | ロゴス 前編                                        | 村田秀亮（とろサーモン）                                | アタック西本（ジェラードン） |
| 65  | 2023/7/15  | ロゴス 前編                                        | 村田秀亮（とろサーモン）                                | アタック西本（ジェラードン） |
| 66  | 2023/7/22  | ロゴス 前編                                        | 村田秀亮（とろサーモン）                                | アタック西本（ジェラードン） |
| 67  | 2023/7/29  | BENEREGALO                                         | 中山功太                                                | 鰻和弘（銀シャリ） |
| 68  | 2023/8/5   | MYTREX                                             | バイク川崎バイク                                        | イワクラ（蛙亭） |
| 69  | 2023/8/12  | クロックス                                         | 奥田修二（ガクテンソク）                                | 荒川（エルフ） |
| 70  | 2023/8/19  | ロゴス                                             | ひろゆき（GAG）                                         | アタック西本（ジェラードン） |
| 71  | 2023/8/26  | ロゴス                                             | ひろゆき（GAG）                                         | アタック西本（ジェラードン） |
| 72  | 2023/9/2   | ソラナリゾート                                     | 向清太朗（天津）                                        | 田渕章裕（インディアンス） |
| 73  | 2023/9/9   | ソラナリゾート                                     | 向清太朗（天津）                                        | 田渕章裕（インディアンス） |
| 74  | 2023/9/16  | アディダス                                         | 山添寛（相席スタート）                                  | 市川刺身（そいつどいつ） |
| 75  | 2023/9/23  | アディダス                                         | 山添寛（相席スタート）                                  | 市川刺身（そいつどいつ） |
| 76  | 2023/9/30  | バンダイ                                           | おいでやす小田                                          | 和田まんじゅう（ネルソンズ） |
| 77  | 2023/10/7  | サカゼン                                           | 村田秀亮（とろサーモン）                                | ジャンボたかお（レインボー） 佐助                                                                                                 |
| 78  | 2023/10/14 | サカゼン                                           | 村田秀亮（とろサーモン）                                | ジャンボたかお（レインボー） 佐助                                                                                                 |
| 79  | 2023/10/21 | TOSEI                                              | 多田智佑（トット）                                      | 兎（ロングコートダディ） ひろゆき（GAG）                                                                                          |
| 80  | 2023/10/28 | TOSEI ソラナリリゾート                             | 多田智佑（トット） 向清太朗（天津）                     | 兎（ロングコートダディ） ひろゆき（GAG） 田渕章裕（インディアンス）                                                               |
| 81  | 2023/11/4  | 川崎ブレイブサンダース                             | 東野幸治                                                | もう中学生 |
| 82  | 2023/11/11 | 川崎ブレイブサンダース                             | 東野幸治                                                | もう中学生 |
| 83  | 2023/11/18 | 宝石広場                                           | 井上裕介（NON STYLE）                                   | 水田信二（元和牛） |
| 84  | 2023/11/25 | 宝石広場                                           | 井上裕介（NON STYLE）                                   | 水田信二（元和牛） |
| 85  | 2023/12/2  | 本家かまどや                                       | 伊藤俊介（オズワルド）                                  | 鰻和弘（銀シャリ） |
| 86  | 2023/12/9  | 本家かまどや                                       | 伊藤俊介（オズワルド）                                  | 鰻和弘（銀シャリ） |
| 87  | 2023/12/16 | 靴下屋                                             | あべこうじ                                              | 益田康平（カゲヤマ） |
| 88  | 2023/12/23 | 靴下屋                                             | あべこうじ                                              | 益田康平（カゲヤマ） |
| 89  | 2024/1/6   | シェアフル                                         | 竹若元博（バッファロー吾郎）                            | 八木真澄（サバンナ） |
| 90  | 2024/1/13  | シェアフル                                         | 竹若元博（バッファロー吾郎）                            | 八木真澄（サバンナ） |
| 91  | 2024/1/20  | まるか食品                                         | ロッシー（野性爆弾）                                    | 斉藤慎二（ジャングルポケット） |
| 92  | 2024/1/27  | まるか食品                                         | ロッシー（野性爆弾）                                    | 斉藤慎二（ジャングルポケット） |
| 93  | 2024/2/3   | MC大集合SP（前編）                                 | ひろゆき（GAG）                                         | 村田秀亮（とろサーモン） 向清太朗（天津） 中山功太 アタック西本（ジェラードン）                                                   |
| 94  | 2024/2/10  | ミツカン （ごま豆乳鍋つゆ）                        | 川島明（麒麟）                                          | 本坊元児（ソラシド） |
| 95  | 2024/2/17  | ミツカン （ごま豆乳鍋つゆ）                        | 川島明（麒麟）                                          | 本坊元児（ソラシド） |
| 96  | 2024/2/24  | MC大集合SP（中編）                                 | ひろゆき（GAG）                                         | 村田秀亮（とろサーモン） 天津飯大郎（天津） 中山功太 アタック西本（ジェラードン）                                                 |
| 97  | 2024/3/2   | MC大集合SP（後編）                                 | ひろゆき（GAG）                                         | 村田秀亮（とろサーモン） 天津飯大郎（天津） 中山功太 アタック西本（ジェラードン）                                                 |
| 98  | 2024/3/9   | コミックシーモア                                   | 大村朋宏（トータルテンボス）                            | 藤田憲右（トータルテンボス） |
| 99  | 2024/3/16  | コミックシーモア                                   | 大村朋宏（トータルテンボス）                            | 藤田憲右（トータルテンボス） |
| 100 | 2024/3/23  | ミツカン リベンジPR （味ぽん）                     | 中山功太                                                | 庄司智春（品川庄司） トニーフランク                                                                                               |
| 101 | 2024/3/30  | docomo×Jリーグ（前編）                             | 中山功太                                                | 斉藤慎二（元ジャングルポケット） 久保田かずのぶ（とろサーモン）                                                                   |
| 102 | 2024/4/6   | docomo×Jリーグ（中編）                             | 中山功太                                                | 斉藤慎二（元ジャングルポケット） 久保田かずのぶ（とろサーモン）                                                                   |
| 103 | 2024/4/13  | docomo×Jリーグ（後編）                             | 中山功太                                                | 斉藤慎二（元ジャングルポケット） 久保田かずのぶ（とろサーモン）                                                                   |
| 104 | 2024/4/20  | ガッツ100%大運動会（前編）                         | 村田秀亮（とろサーモン）                                | 藤本敏史（FUJIWARA） 関町知弘（ライス） 子安裕樹（ヘンダーソン） ゆりやんレトリィバァ 鰻和弘（銀シャリ） 市川刺身（そいつどいつ） |
| 105 | 2024/4/27  | ガッツ100%大運動会（中編）                         | 村田秀亮（とろサーモン）                                | 藤本敏史（FUJIWARA） 関町知弘（ライス） 子安裕樹（ヘンダーソン） ゆりやんレトリィバァ 鰻和弘（銀シャリ） 市川刺身（そいつどいつ） |
| 106 | 2024/5/4   | ガッツ100%大運動会（後編）                         | 村田秀亮（とろサーモン）                                | 藤本敏史（FUJIWARA） 関町知弘（ライス） 子安裕樹（ヘンダーソン） ゆりやんレトリィバァ 鰻和弘（銀シャリ） 市川刺身（そいつどいつ） |
| 107 | 2024/5/11  | 勝手にガッツきPRスペシャル（前編）                 | 竹若元博（バッファロー吾郎）                            | ヒロユキMc-II（ピン芸人、元GAG） 良ちゃん（鬼越トマホーク）                                                                       |
| 108 | 2024/5/18  | 勝手にガッツきPRスペシャル（後編）                 | 竹若元博（バッファロー吾郎）                            | ヒロユキMc-II（ピン芸人、元GAG） 良ちゃん（鬼越トマホーク）                                                                       |
| 109 | 2024/5/25  | サカゼン 第2弾（前編）                             | 天津飯大郎（天津）                                      | ジャンボたかお（レインボー） 益田康平（カゲヤマ）                                                                                 |
| 110 | 2024/6/1   | サカゼン 第2弾（中編）                             | 天津飯大郎（天津）                                      | ジャンボたかお（レインボー） 益田康平（カゲヤマ）                                                                                 |
| 111 | 2024/6/8   | サカゼン 第2弾（後編）                             | 天津飯大郎（天津）                                      | ジャンボたかお（レインボー） 益田康平（カゲヤマ）                                                                                 |
| 112 | 2024/6/15  | 東急歌舞伎町タワー（前編）                         | 善し（COWCOW）                                          | 多田健二（COWCOW） レイザーラモンRG（レイザーラモン）                                                                             |
| 113 | 2024/6/22  | 東急歌舞伎町タワー（後編）                         | 善し（COWCOW）                                          | 多田健二（COWCOW） レイザーラモンRG（レイザーラモン）                                                                             |
| 114 | 2024/6/29  | docomo×Jリーグ 第2弾（前編）                       | 中山功太                                                | 亜生（ミキ） 久保田かずのぶ（とろサーモン） 長谷部まこ整ってない どみっしゅ                                                       |
| 115 | 2024/7/6   | docomo×Jリーグ 第2弾（後編）                       | 中山功太                                                | 亜生（ミキ） 久保田かずのぶ（とろサーモン） 長谷部まこ整ってない どみっしゅ                                                       |
| 116 | 2024/7/13  | ロゴス（前編）                                     | 村田秀亮（とろサーモン）                                | チャンス大城 守谷日和 |
| 117 | 2024/7/20  | ロゴス（中編）                                     | 村田秀亮（とろサーモン）                                | チャンス大城 守谷日和 |
| 118 | 2024/7/27  | ロゴス（後編）                                     | 村田秀亮（とろサーモン）                                | チャンス大城 守谷日和 |
| 119 | 2024/8/3   | ロゴス（FINAL）                                    | 村田秀亮（とろサーモン）                                | チャンス大城 守谷日和 |
| 120 | 2024/8/10  | シェアフル 第2弾（前編）                           | 石田明（NON STYLE）                                     | 新山（さや香） なかむら☆しゅん（9番街レトロ）                                                                                     |
| 121 | 2024/8/17  | シェアフル 第2弾（中編）                           | 石田明（NON STYLE）                                     | 新山（さや香） なかむら☆しゅん（9番街レトロ）                                                                                     |
| 122 | 2024/8/24  | シェアフル 第2弾（後編）                           | 石田明（NON STYLE）                                     | 新山（さや香） なかむら☆しゅん（9番街レトロ）                                                                                     |
| 123 | 2024/8/31  | アンファー（前編）                                 | 天津飯大郎（天津）                                      | 原田泰雅（ビスケットブラザーズ） ヤジマリー。（スカチャン）                                                                       |
| 124 | 2024/9/7   | アンファー（後編）                                 | 天津飯大郎（天津）                                      | 原田泰雅（ビスケットブラザーズ） ヤジマリー。（スカチャン）                                                                       |
| 125 | 2024/9/14  | コスメキッチン（前編）                             | ヒロユキMc-II                                           | KAƵMA（しずる） 熊元プロレス（紅しょうが）                                                                                        |
| 126 | 2024/9/21  | コスメキッチン（後編）                             | ヒロユキMc-II                                           | KAƵMA（しずる） 熊元プロレス（紅しょうが）                                                                                        |
| 127 | 2024/9/28  | スイーツパラダイス（前編）                         | 中山功太                                                | かみちぃ（ジェラードン） ZAZY |
| 128 | 2024/10/5  | スイーツパラダイス（後編）                         | 中山功太                                                | かみちぃ（ジェラードン） ZAZY |
| 129 | 2024/10/12 | 昭和西川 第2弾（前編）                             | ヒロユキMc-II                                           | こがけん（おいでやすこが） レイザーラモンRG（レイザーラモン） トニーフランク                                                      |
| 130 | 2024/10/19 | 昭和西川 第2弾（後編）                             | ヒロユキMc-II                                           | こがけん（おいでやすこが） レイザーラモンRG（レイザーラモン） トニーフランク                                                      |
| 131 | 2024/10/26 | スプリング・ジャパン 第2弾（前編）                 | 天津飯大郎（天津）                                      | 市川刺身（そいつどいつ） チャンス大城                                                                                             |
| 132 | 2024/11/2  | スプリング・ジャパン 第2弾（後編）                 | 天津飯大郎（天津）                                      | 市川刺身（そいつどいつ） チャンス大城                                                                                             |
| 133 | 2024/11/9  | ドムドムハンバーガー 第2弾（前編）                 | 瀬戸洋祐（スマイル）                                    | ウーイェイよしたか（スマイル） 熊元プロレス（紅しょうが）                                                                         |
| 134 | 2024/11/16 | ドムドムハンバーガー 第2弾（後編）                 | 瀬戸洋祐（スマイル）                                    | ウーイェイよしたか（スマイル） 熊元プロレス（紅しょうが）                                                                         |
| 135 | 2024/11/23 | ミズノ（前編）                                     | 杉本青空（からし蓮根）                                  | 伊織（からし蓮根） アタック西本（ジェラードン） 大須賀健剛（セルライトスパ）                                                      |
| 136 | 2024/11/30 | ミズノ（中編）                                     | 杉本青空（からし蓮根）                                  | 伊織（からし蓮根） アタック西本（ジェラードン） 大須賀健剛（セルライトスパ）                                                      |
| 137 | 2024/12/7  | ミズノ（後編）                                     | 杉本青空（からし蓮根）                                  | 伊織（からし蓮根） アタック西本（ジェラードン） 大須賀健剛（セルライトスパ）                                                      |
| 138 | 2024/12/14 | SCRAP（前編）                                      | ヒロユキMc-II                                           | KAƵMA（しずる） 斎藤司（トレンディエンジェル）                                                                                    |
| 139 | 2024/12/21 | SCRAP（中編）                                      | ヒロユキMc-II                                           | KAƵMA（しずる） 斎藤司（トレンディエンジェル）                                                                                    |
| 140 | 2024/12/28 | SCRAP（後編）                                      | ヒロユキMc-II                                           | KAƵMA（しずる） 斎藤司（トレンディエンジェル）                                                                                    |
| 141 | 2025/1/4   | 特別編 海外からの参戦SP（前編）                    | 中山功太                                                | インスパイアード・アンプロイド チャド・マレーン（チャド・マレーン）                                                               |
| 142 | 2025/1/11  | 特別編 海外からの参戦SP（後編）                    | 中山功太                                                | インスパイアード・アンプロイド チャド・マレーン（チャド・マレーン）                                                               |
| 143 | 2025/1/18  | 特別編 新レギュラー発表SP（前編）                  | 村田秀亮（とろサーモン） 中山功太                       | なし |
| 144 | 2025/1/25  | 特別編 新レギュラー発表SP（中編）                  | 村田秀亮（とろサーモン） 中山功太                       | なし |
| 145 | 2025/2/1   | 特別編 チームガッツVSチームMCガッツバトル（後編）  | 西野創人（コロコロチキチキペッパーズ）                  | 天津飯太郎（天津） |
| 146 | 2025/2/8   | 特別編 チームガッツVSチームMCガッツバトル（FINAL） | 西野創人（コロコロチキチキペッパーズ）                  | 天津飯太郎（天津） |
| 147 | 2025/2/15  | バーミヤン（前編）                                 | バイク川崎バイク                                        | 石井（さや香） |
| 148 | 2025/2/22  | バーミヤン（後編）                                 | バイク川崎バイク                                        | 石井（さや香） |
| 149 | 2025/3/1   | サミー（前編）                                     | ヒューマン中村                                          | 益田康平（カゲヤマ） |
| 150 | 2025/3/8   | サミー（中編）                                     | ヒューマン中村                                          | 益田康平（カゲヤマ） |
| 151 | 2025/3/15  | サミー（後編）                                     | ヒューマン中村                                          | 益田康平（カゲヤマ） |
| 152 | 2025/3/22  | アップサイクル（前編）                             | 瀬戸洋祐（スマイル）                                    | 谷口理（フースーヤ） トニーフランク                                                                                               |
| 153 | 2025/3/29  | アップサイクル（後編）                             | 瀬戸洋祐（スマイル）                                    | 谷口理（フースーヤ） トニーフランク                                                                                               |
| 154 | 2025/4/5   | まるか食品 第2弾（前編）                           | 村田秀亮（とろサーモン）                                | おたけ（ジャングルポケット） |
| 155 | 2025/4/12  | まるか食品 第2弾（中編）                           | 村田秀亮（とろサーモン）                                | おたけ（ジャングルポケット） |
| 156 | 2025/4/19  | まるか食品 第2弾（後編）                           | 村田秀亮（とろサーモン）                                | おたけ（ジャングルポケット） |
| 157 | 2025/4/26  | タイミー（前編）                                   | 中山功太                                                | 兎（ロングコートダディ） |
| 158 | 2025/5/3   | タイミー（後編）                                   | 中山功太                                                | 兎（ロングコートダディ） |
| 159 | 2025/5/10  | 特別編 レギュラーバトンタッチSP                    | ウーイェイよしたか（スマイル）                          | 中山功太 |
| 160 | 2025/5/17  | 3周年感謝LIVE【ディレクターズカット版】            | ヒロユキMc-II                                           | 池田一真（しずる） 中山功太 村田秀亮（とろサーモン） 天津飯太郎（天津） バッテリィズ トニーフランク                               |
| 161 | 2025/5/24  | 3周年感謝LIVE【ディレクターズカット版】            | ヒロユキMc-II                                           | 池田一真（しずる） 中山功太 村田秀亮（とろサーモン） 天津飯太郎（天津） バッテリィズ トニーフランク                               |
| 162 | 2025/5/31  | アップサイクル 第2弾（前編）                       | 中山功太                                                | なし |
| 163 | 2025/6/7   | アップサイクル 第2弾（後編）                       | 中山功太                                                | なし |
| 164 | 2025/6/14  | JT（前編）                                         | 佐々木隆史（エバース）                                  | 町田和樹（エバース） |
| 165 | 2025/6/21  | JT（中編）                                         | 佐々木隆史（エバース）                                  | 町田和樹（エバース） |
| 166 | 2025/6/28  | JT（後編）                                         | 佐々木隆史（エバース）                                  | 町田和樹（エバース） |
| 167 | 2025/7/5   | 特別編 24時間断食バトル【俺の好きな丼ベスト3】     | ヤス（ナイチンゲールダンス）                            | 中野なかるてぃん（ナイチンゲールダンス）                                                                                          |
| 168 | 2025/7/12  | マイまくら（前編）                                 | ヤス（ナイチンゲールダンス）                            | 中野なかるてぃん（ナイチンゲールダンス）                                                                                          |
| 169 | 2025/7/19  | マイまくら（後編）                                 | ヤス（ナイチンゲールダンス）                            | 中野なかるてぃん（ナイチンゲールダンス）                                                                                          |
| 170 | 2025/7/26  | コアレックス信栄（前編）                           | 奥田修二（ガクテンソク）                                | 市川刺身（そいつどいつ） ぬまんづ                                                                                                 |

## スタッフ
- ナレーション：かのん
- 構成：藤井直樹、平田喜之、大木秀人、ヒガシヤマ、花満大地
- ディレクター：北村高雄、中山拓也、坂口雄祐、工藤翔
- 技術：J-crew
- 音効：北澤亨
- MA：山本宗太
- CG：オムニバス・ジャパン
- 宣伝：甲斐慎一郎、吉田彩奈
- SNS：鈴木貴丸、立川奈々未
- キービジュアル：小暮エミ
- 編集：坂口雄祐
- 制作進行：矢谷紗蓉
- プロデューサー：有田修也、瀬〆亜莉名、丸山航平
- 演出：東隆志
- 制作・著作：BSよしもと